# ゼノンザード
『ゼノンザード』（ZENONZARD）はバンダイのトレーディングカードゲームならびにデジタルカードゲーム。2019年3月にカードが発売され、同年9月10日にスマートフォン向けアプリのサービスが開始された。キャッチコピーは「AIと共に、AIと闘う 次世代デジタルカードゲーム」。
2021年2月18日をもってサービスを終了した。

## 概要
カードダスの新カテゴリ「AIカードダス」の第1弾タイトル。バンダイナムコグループ・HEROZ・ストレートエッジによる協業プロジェクトとして展開される。
HEROZと共同で開発した「カードゲーム対戦特化型AI」を搭載し、対戦中及びデッキ作成時に「コードマン」と呼ばれるバディAIによるサポートが受けられることや、カードゲームによる対戦の他に「AIの育成」や「AIとの共闘」が楽しめることが特徴となっている。
プロデュースを『ソードアート・オンライン』などの編集者である三木一馬が設立したストレートエッジが、世界観設定と原案を『ブギーポップは笑わない』などの上遠野浩平が務めている。

## 開発

### 企画
本作はAIを用いたコンテンツを作ろうという発想からスタートした。
本作はトレーディングカードゲームの主年齢層にあたる10代後半から20代に向けて作られており、プロデューサーには子供向けのカードゲーム『バトルスピリッツ』を手掛けていた小谷英斗が起用されたほか、電王戦をはじめとする人間とAIのゲーム対戦で知られるHEROZが開発に参加した。
AIを用いたカードゲームというコンセプトはすでに固まっており、プレイヤーの相棒や対戦相手として登場させることが想定されていた。AIに親しみを持ってもらうためにはキャラクター、ひいては世界観の設定が必要であり、同じくAIをテーマとした『ソードアート・オンライン』の編集者・三木一馬が代表を務めるストレートエッジが設定構築にあたることとなった。
バンダイナムコエンターテインメントの二見鷹介から話を聞いた三木は、資料の中にあったアイリエッタとクロードというAIキャラクターのイラストから、「僕は自動的だからね」という『ブギーポップは笑わない』のセリフを連想し、同作の作者である上遠野浩平を起用した。
本作の設定のうち、「高度に発達したAIが人間社会を支える近未来（現代から30～40年後）」という舞台設定や、キャラクターの願望や戦う理由、魔女の存在などは上遠野たちが決めていった一方、司会役のミーナやインフラの発達の程度などはプロデューサー側が設定していった。

### システム構築
将棋などのボードゲームと違い、カードゲームでは互いの手札や山札が隠れているため、情報を推測する思考ルーチンを構築する必要があった。カードゲームの特性を理解できた後は、試合状況の解析表示といった将棋や囲碁のソフトで培ったノウハウが役立った。
本作は、一人のプレイヤーにつき一体のバディAIが設定されており、プレイヤーのスタイルによってバディの性格も変化するという仕組みが取られている。
三木は、ファミ通とのインタビューの中で、バディAIの選択を結婚にたとえており、バディAIの変更は推奨しないと話している。
また、バディAIが機械的にならないようにするため、バディAI間の経験値の引継ぎは実装されなかった。
本作の対戦システムでは、人間が相手のバディAIと戦う方式が取られており、これによって相手ターンへの介入が実現できた。

## あらすじ
アニメ版
近未来、高度に発達したAIは人間社会を支える存在となり、人間（コンコード）とAI（コードマン）がタッグを組んで戦うカードゲーム「ゼノンザード」が流行していた。
ある日、高校生・東蒼汰は、AIであるアイリエッタ・ラッシュとともにタッグを組むはめになる。彼の初戦の相手は同じ学校の西園寺紫音が務めることとなった。

## 登場人物
キャラクターの解説はアニメ版を準拠とする。

### バディAI
アッシュ・クロード
声：梅原裕一郎
警官AI。まじめで融通が利かない。
アイリエッタ・ラッシュ
声：早見沙織
看護師AI。看護師としては有能だが、冗談が通じない。
ノノイン・ニルオン
声：近藤玲奈
元々は楽曲制作AIだったが、近年ではアイドル活動をしている。
ヒナリア・ダーケンド
声：高橋李依
素性不明の人物。怠惰な性格で、オンラインゲームに没頭している。
ランバーン・タイダル
声：中井和哉
元々は防犯AIだったが、犯罪に関する知識を保有したまま、犯罪の世界に入った。
レイチ・ワンダーコール
声：上坂すみれ
『ワンダードリームランド』の管理者兼マスコットを務めるAI。
メディーラ・バラーニ
声：日笠陽子
確率計算を主とするAI。
与雷破 夜瑠介（よーらいは よるすけ）
声：立花慎之介
シャーロット・シームズ
声：M・A・O
ユーキリ・竜胆
声：山下大輝
UR-D（ウル・ドゥ）
声：杉田智和
キィラン・カッチラム
声：黒沢ともよ
レヴィル・デヴィラ/ラヴィル・デヴィラ
声：田村睦心

### 人間
東蒼汰（あずま そうた）
声：島﨑信長 
西園寺紫音（さいおんじしおん）
声：潘めぐみ 
南野るり
声：ファイルーズあい 

## Webアニメ
2019年9月10日から2020年10月31日まで『ゼノンザード THE ANIMATION』のタイトルで、公式YouTubeチャンネルにて配信された。

### スタッフ（アニメ）
- 原案・世界観設定 - 上遠野浩平
- キャラクター原案 - 水野プロダクション
- キャラクターイラスト - POKImari
- 監督 - 及川啓（第0話・第2話・第9話）、登坂晋（第1話・第4話・第6話・第9話）、井之川慎太郎（第3話）、生原雄次（第5話・第7話・第9話）、桂憲一郎（第8話）
- キャラクターデザイン・総作画監督 - 桂憲一郎
- シリーズ構成 - 筆安一幸（第1話 - 第9話）
- 脚本 - 谷畑ユキ（第0話）、筆安一幸（第1話 - 第9話）
- エフェクト作監 - 梅田貴嗣
- ビジュアルディレクター・モニターグラフィックス - 生原雄次
- デザインワークス - 稲葉コウ
- 色彩設計 - 斉藤麻記
- 美術監督 - 加藤靖忠（第0話）、伊藤聖（第1話 - 第9話）
- 撮影監督 - 町田啓
- 編集 - 髙橋歩（第0話）、木村祥明（第1話 - 第9話）
- 音響監督 - 濱野高年
- 音楽 - onetrap
- 音楽プロデューサー - 黒田学、鈴木雄貴
- 音楽制作 - サンライズミュージック
- プロデューサー - 猿舘修
- アニメーションプロデューサー - 江口浩平（第0話 - 第7話・第9話）、諸口和成（第8話 - 第9話）
- アニメーション制作 - エイトビット
- 製作 - PROJECT ZZ

### 主題歌
Da La Doubt
松岡ななせ × 霧雨アンダーテイカー（SUNRISE Music Label）による主題歌。作詞はジョシュア・K・キリサメ 作曲・編曲は霧雨アンダーテイカー。